# Rue du Général-Clergerie
La rue du Général-Clergerie est une voie du 16e arrondissement de Paris, en France.

## Situation et accès
La rue du Général-Clergerie est une voie privée située dans le 16e arrondissement de Paris. Elle débute au 4, rue de l'Amiral-Courbet et se termine au 9, avenue Hubert-Germain. Côté avenue Hubert-Germain, une grille en ferme l'entrée.

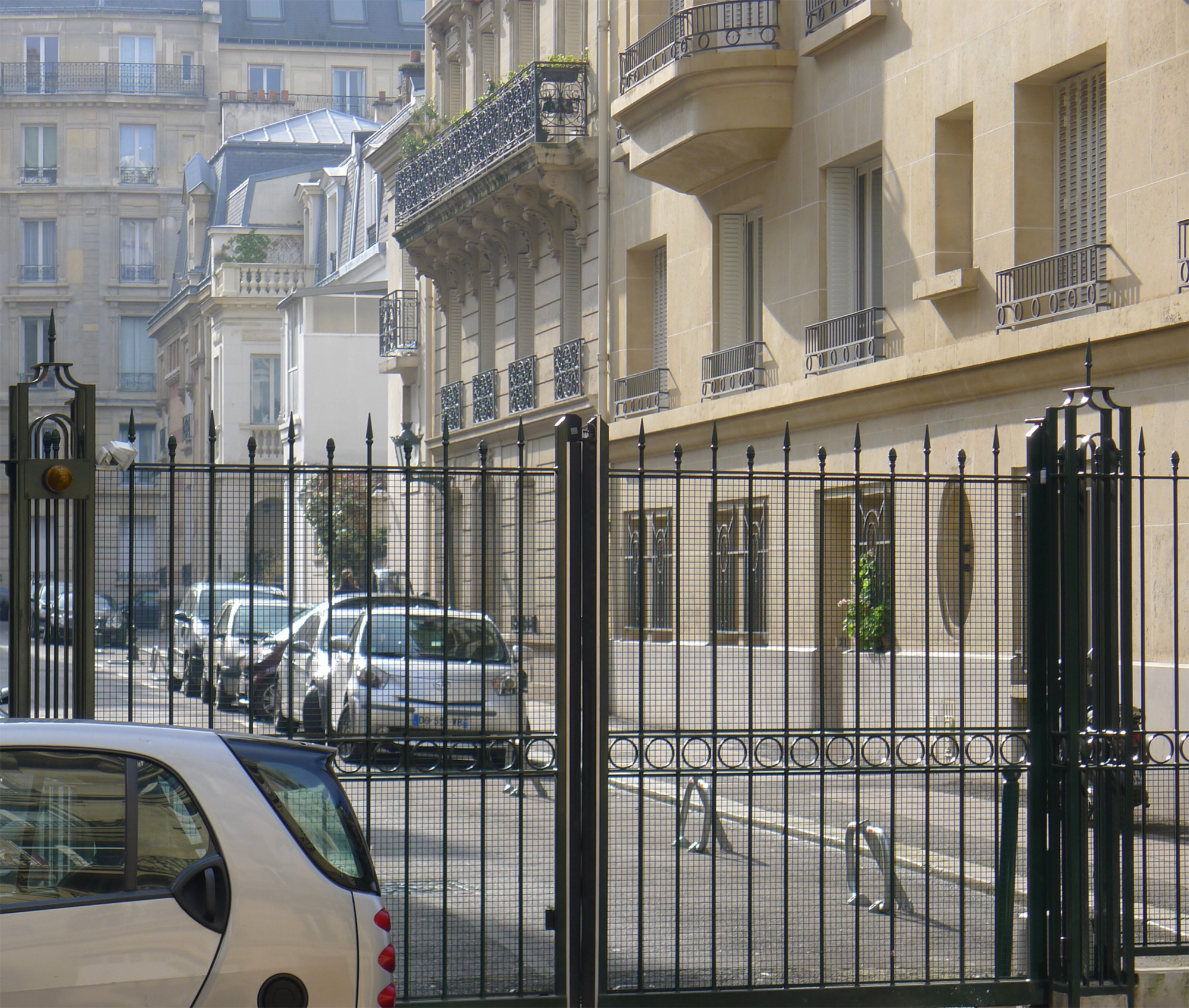
Grille, côté avenue Hubert-Germain.

Le quartier est desservi par la ligne 2 à la station Victor Hugo.

## Origine du nom
Elle porte le nom du général Jean-Baptiste Clergerie (1854-1927), qui était chef d'état-major du gouvernement militaire de Paris en 1914.

## Historique
Ouverte sous le nom de « rue Bugeaud », en raison de la proximité de l'avenue Bugeaud, devenue avenue Hubert-Germain, cette voie prend sa dénomination actuelle par un arrêté du 29 mai 1929.

## Bâtiments remarquables et lieux de mémoire

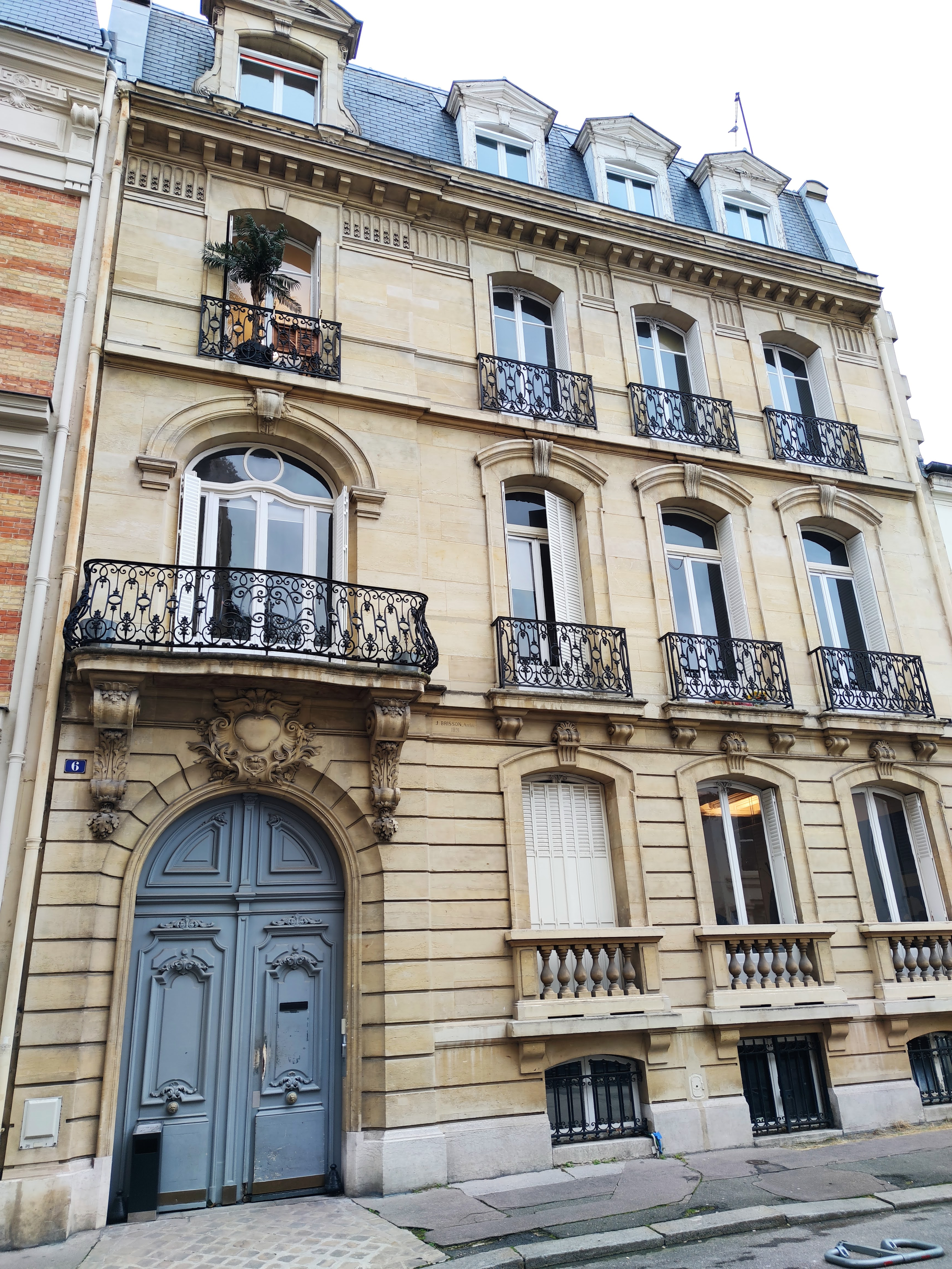
No 6.

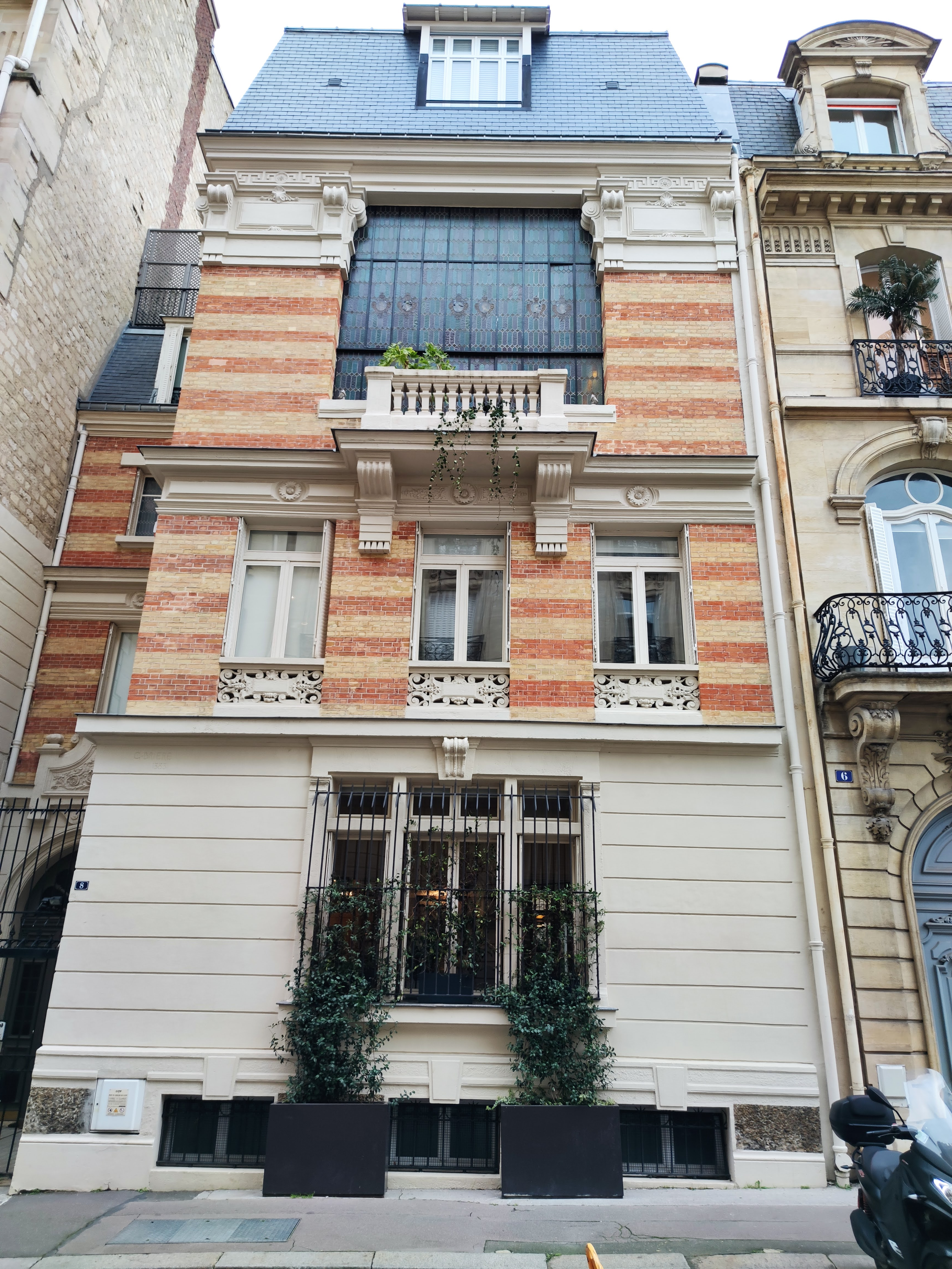
No 8.

- No 8 : emplacement du siège du Front national entre 1985 et 1994.
- En 1928, la chanteuse et danseuse Joséphine Baker possède entre l'avenue Hubert-Germain et la rue du Général-Clergerie une maison qu'elle souhaite faire rénover. L'architecte Adolf Loos conçoit alors pour elle un immeuble de quatre étages, « un bunker strié de bandes noires » décrit Libération, au cœur duquel se trouve une piscine. Le projet, qui possède de fortes connotations érotiques, ne se fait finalement pas[2],[3]. En 1932, l’architecte Jean Fidler construit l’immeuble qui se trouve aujourd’hui à l’angle de l’avenue Hubert-Germain[4].